# Nehela scutellata
Nehela scutellata är en insektsart som beskrevs av William Lucas Distant 1917. Nehela scutellata ingår i släktet Nehela och familjen dvärgstritar. Inga underarter finns listade i Catalogue of Life.